# Milton, West Dunbartonshire

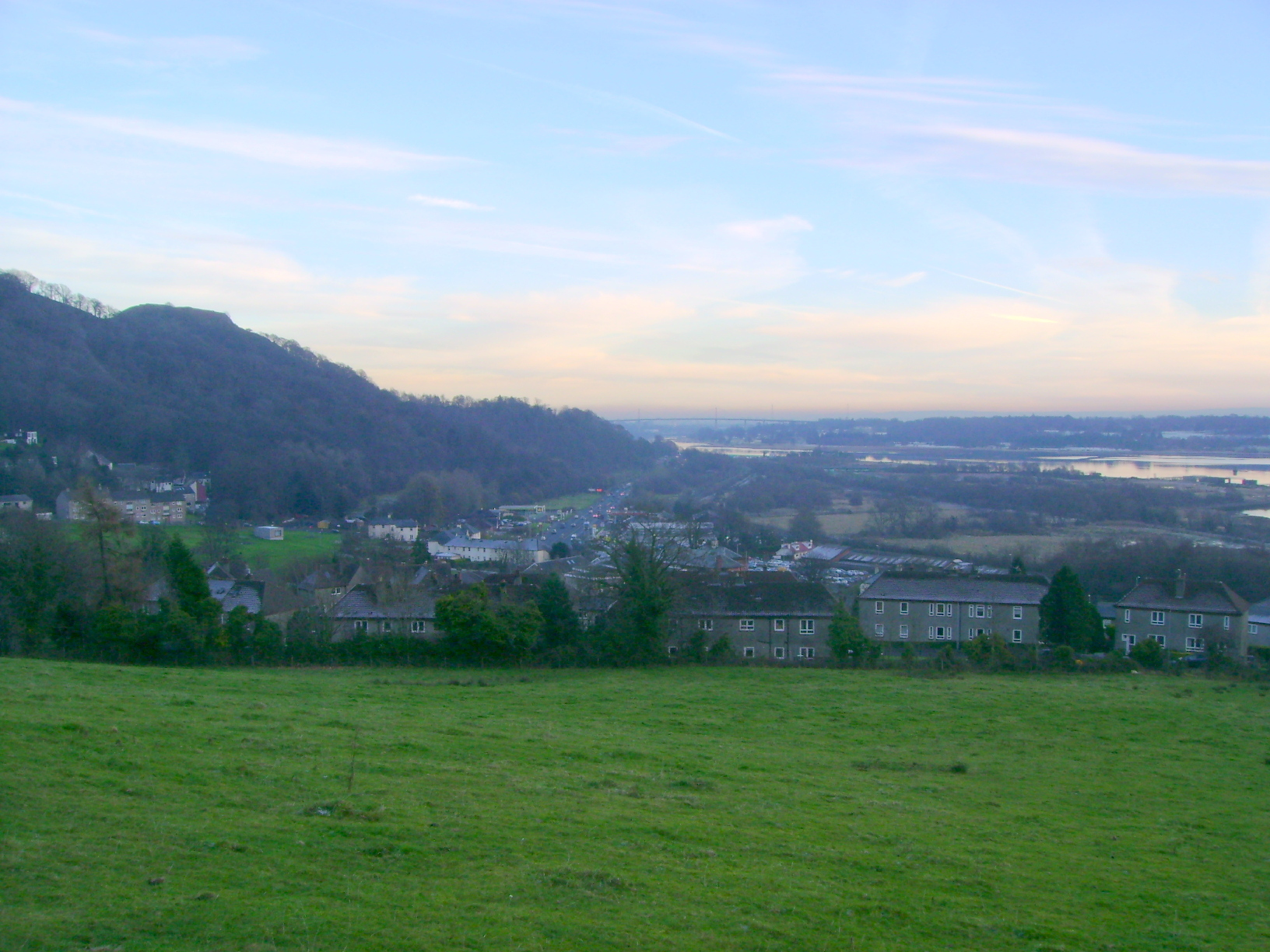
Utsikt över Milton.

Milton (historiskt namn: Milton of Colquhoun) är en by (village) i utkanten av Dumbarton, West Dunbartonshire i Skottland. Byn ligger cirka 1,5 kilometer öster om staden Dumbarton. Racerförarna Jimmy och Jackie Stewart kommer därifrån.